# Tortilia flavella
Tortilia flavella ist ein Schmetterling aus der Familie der Stathmopodidae. Die Art gehört zu einem Komplex habituell sehr ähnlicher Arten, die von Nordafrika über den Mittleren Osten bis Indien verbreitet sind. Die Typuslokalität der Art befindet sich in Biskra (Algerien).

## Merkmale
Die Falter erreichen eine Flügelspannweite von 9 bis 11 Millimeter. Der Kopf glänzt an der Stirn (Frons) weiß und am Scheitel gelblich weiß. Das Nackenbüschel glänzt braun. Fühler und Scapus sind an der Spitze braun. Das Flagellum, also die Fühlergeißel ohne die beiden Grundglieder, ist in der basalen Hälfte fahlgelb und in der distalen Hälfte ockerbraun. Thorax und Tegulae glänzen fahlgelb. Die Vorderflügel sind fahlgelb und haben eine braune, dreieckige oder trapezförmige Binde, die von der Kostalader bis vor die Mitte des Flügelinnenrandes reicht. Das apikale Drittel des Vorderflügels ist braun und manchmal mit einem gelben Strich versehen, der häufig kurz vor dem Flügelinnenrand den Außenrand der Binde erreicht. Die Fransenschuppen sind fahl gelb bis fahl ockerfarben. Die Hinterflügel glänzen hellgrau. Die Genitalien der Männchen ähneln denen von Tortilia graeca, sie unterscheiden sich aber durch die schlankeren Valven und den flaschenförmigen Aedeagus. Die Genitalien der Weibchen ähneln denen von Tortilia charadritis, sie unterscheiden sich aber durch die sehr langen Reihen kurzer Stachel am Ductus bursae und den kleineren Stachelflecken am Corpus bursae.

## Verbreitung
Tortilia flavella ist in Spanien (Granada), Nordafrika und im Nahen Osten (Syrien und Israel) verbreitet.

## Biologie
Die Raupen wurden an Blüten und Früchten von Akazien (Acacia) und an vertrockneten Früchten des Granatapfels (Punica granatum) aus dem vergangenen Jahr nachgewiesen. Die Falter fliegen von Mai bis September und bilden wahrscheinlich zwei Generationen.